# الآلة الحشرية المجنحة
الآلة الحشرية المجنحة (بالإنجليزية: Entomopter)‏ يمكن استخدامها في التجسس أو للقيام بأعمال دقيقة وصعبة لا يمكن للإنسان القيام بها كتصوير مواقع البراكين والزلازل والبحث في الأنقاض وتصوير الأماكن الموبوءة ومسح أسطح الكواكب وجمع العينات، بل ويمكن استخدامها في القضاء على الحشرات الضارة.
الآلة الذبابة ليست خيالا علميا محضا وإنما هي مشروع علمي يعكف عليه العلماء منذ زمن طويل وقد قطع حتى الآن شوطا طويلا، لقد أدركت وزارة الدفاع الأمريكية خطورة مثل هذا الأختراع منذ وقت مبكر فقامت بتمويل عدد من المشاريع الهادفة لتطوير فئة من العربات الصغيرة (MAV Micro-Air Vehicle) والتي تحاكي الحشرة في طريقة طيرانها لاستخدامها في الأغراض العسكرية.
كما أن وكالة الفضاء الأمريكية ناسا أصبحت أيضا مهتمة بتطوير هذا النوع من الآلات الطائرة ومن المشاريع الرائدة في هذا المجال مشروع يسمى الإنتوموبتر.

## الآلة الحشرية المجنحة «الإنتومبتر» (Entomopter)

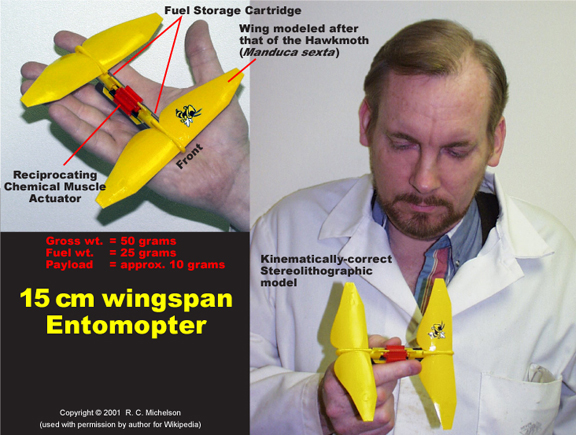
المكونات الخاصة بالنموذج الابتدائي للحشرة الطائرة

الإنتوموبتر كلمة مشتقة من جزئين يعنيان باجتماعهما آلة حشرية مجنحة، هذا المشروع قام به الباحث روبرت ميشيلسون Robert C Michelson من معهد جورجيا للتقنية بتمويل مبدئي من صندوق المعهد نفسه للأبحاث والتطوير ثم حصل على دعم وتمويل من وكالة مشاريع أبحاث الدفاع المتقدمة التابعة لوزارة الدفاع (Defense Advanced Research Projects Agency DARPA), بالإضافة إلى معمل أبحاث القوات الجوية ثم وكالة الفضاء الأمريكية ناسا NASA. 
هذه الألة الحشرية المجنحة تندفع في الهواء عن طريق زوجين من الأجنحة التي تخفق إلى الأعلى والأسفل تحركهما ألة دوارة تسمى العضلة الدوارة الكيميائية وهي اختراع مسجل باسم روبرت مايكلسون مصمم الألة الحشرية المجنحة، هذه العضلة عبارة عن محرك دوار ولكنه يتحرك نتيجة لتفاعل كيميائي دون الحاجة إلى إشعال أو احتراق للوقود ويمكنها أن تعمل في جو خال من الأكسجين.
كما يمكن لهذه العضلة بدورانها أن تولد كميات صغيرة من الكهرباء كافية لتشغيل بعض الأجهزة الدقيقة التي تحملها هذه الحشرة الألية.
تتجنب الآلة الحشرية المجنحة العوائق عن طريق موجة إف إم مستمرة يطلقها نظام بث صوتي يستخدم الغاز الناتج من التفاعل الكيميائي للعضلة الدوارة وبطريقة تشبه استخدام الموجات الصوتية عند الخفاش تستطيع هذه الألة تجنب العوائق وتحديد المسارات.
هذا ويبلغ العرض الكلي لللة المصممة للقيام بعمليات على الأرض من 15 إلى 18 سم ووزنه حوالي 50 جرام وتخفق أجنحته بتردد ثابت يبلغ 35 ميجاهرتز.
هذا التصميم ليس صغير الحجم كالذبابة مثلا، ولكنها تعتبر بداية جيدة في هذا الطريق، فقد أصبح الآن هدف د.مايكليون تصغير هذه الآلة الحشرية المجنحة أكثر فأكثر.
أما بالنسبة لتلك المصممة للعمل على المريخ والكواكب الأخرى فيجب أن يكون أكبر حجما وقد يبلغ عرضه مترا كاملا ولكنه لن يعاني من مشكلة في الوزن حيث أن الجاذبية على المريخ تبلغ 37% من تلك على الأرض.
هذا الروبوت الطائر سوف يكون له إمكانية الطيران ببطء وبدقة في أجواء المريخ والقيام بجمع العينات وأخذ الصور ثم العودة إل قاعدة متحركة على سطح الكوكب لتنزيل العينات والمعلومات والتزود بالوقود ومن ثم القيام بجولات أخرى كل هذا بطريقة آلية.

## مشروع الحشرة الميكانيكية الطائرة
أما المشروع الأخر الرائد في هذا المجال مشروع الحشرة الميكانيكية الطائرة (Micromechanical Flying Insect (MFI) Project) في جامعة كاليفورنيا ببيركلي.
يقول د. مايكل ديكنسون عالم البيولوجيا في بيركلي وأحد العاملين على المشروع أن المهندسين يمكنهم أن يثبتوا من خلال معادلات الديناميكا أن النحلة لا يمكنها الطيران، وإذا أستخدمنا النظريات التي بنيت على أساسها ذات الجناح الثابت فإننا نصل لنفس النتيجة.
ويتابع د.ديكنسون قوله بأن الحشرات كانت من أوائل الكائنات الحية التي أرتفعت في الهواء وبقى فهم الطريقة التي تطير بها أحد أكبر الأسئلة عند علماء الأحياء.
تكمن المشكلة في أن ديناميكا الاجنحة الخفاقة ذات الحجم الصغير لا يمكن فهمها من خلال دراسة الأجنحة الثابتة وتيار الهواء الذي يمر من خلاله كما في الطائرات، حيث تكون سرعة الهواء فوق الجناح أكبر من سرعتها تحته مما يتسبب في الأرتفاع.
إن ديناميكية التيار الثابت يمكن تطبيقها على طيران الطيور بشكل كبير ولكن الحشرات كانت دائما مسألة مختلفة. يقول مايكلسون «إذا عاملت جناح الطائر مثل جناح الطائرة وحسبت سرعته والقوة الرافعة له في أي وقت من الأوقات وجمعتها على محصلة ضرب الجناح فإن النتيجة يمكن أن تفسر لك كيف يبقى الطائر مرتفعا وإذا طبقت نفس العملية على الحشرات فإنك تفشل في تفسير طيران الحشرة بشكل ذريع».

## المجنح الألي(Robofly)
لمعرفة القوى الأخرى التي تتسبب في طيران الحشرة أثناء تحريكها لأجنحتها صمم الدكتور مايكلسون مع فريقه في الجامعة نموذج من زوجين من الأجنحة المصنوعة من مادة زجاجية (Plexiglas) ويبلغ طولها 25 سم وصممت بشكل مماثل لأجنحة ذبابة الفاكهة، ثم وضعت في صندوق مليء بزيت معدني، إن وجود هذا الزيت يحعل هذه الأجنحة الثقيلة التي تخفق ببطء تتفاعل مع القوى المحيطة بشكل مطابق لأجنحة طولها 1 ميللميتر تنبض بسرعة في الهواء.
تحرك الأجنحة ستة محركات، ثلاثة منها على كل جناح تحركه إل الأمام والخلف وإلى الأعلى والأسفل وتدورها منتجة نفس الحركة التي تقوم بها ذبابة الفاكهة أثناء طيرانها.
وقد ركب العلماء مجسات أو لواقط تمكنهم من معرفة القوى المؤثرة على الأجنحة في أي وقت من الأوقات أثناء تحريكها بأي شكل من الأشكال ؛ هذا التصميم مكن العلماء من اكتشاف المبادئ الفيزيائية التي تحكم حركة أجنحة الحشرات وبعض هذه المبادئ لم تكن معروفة من قبل.
وهكذا توصل العلماء إلى فهم مبادئ طيران الحشرات وهذا الإنجاز جعل الباحثين أقرب إلى تحقيق هدفهم مع نهاية عام 2003 في صناعة لة حشرية مجنحة صغيرة يبلغ وزنها عشرة جرام. أصبح التحدي الآن هو بناء لية للأجنحة تمكنها من الخفقان والدوران معاً بسرعة تزيد 150 مرة في الثانية وهي السرعة التي يخفق بها جناح الذبابة.
يقول د.فيرنغ «هناك هوة كبيرة بين الروبتات التقليدية البطيئة والثقيلة والخطيرة والمكلفة التي بناها الإنسان حتى الآن وبين ما نجده في الطبيعة من كائنات خفيفة الوزن سريعة الحركة ذات الأداء العالي والتركيب القوي، إن هذه القدرات للنظم الطبيعية هي ما أردنا إيجاده في النظم الميكانيكية».
خلال سنوات تمكن د.فيرنغ مع فريقه من تصغير عدد من مكونات الآلات الحشرية المجنحة بما فيها المحركات الصغيرة التي تتحكم في حركة الأجنحة التي أصبحت أيضا صغية بطول 1/2 إنش وبسماكة تساوي جزء من عشرين جزء من سماكة ورق الكتابة والمصنوعة من مادة البوليستر الخفيفة.
وستحمل هذه الحشرة أنفاً صناعيا لتعقب مناطق التلوث، ونظام اتصالات دقيقة يستهلك قدراً ضئيلا من الطاقة بالإضافة إلى جهاز تصوير خفيف الوزن.
يتوقع فيرنغ أن يكون النموذج التجاري من الآلات الحشرية المجنحة جاهزاً خلال عشرة سنوات وبثمن زهيد لا يتجاوز بضعة دولارات.

## خاتمة
لقد بدأت قصة الآلة الحشرية المجنحة كحلم في مخيلة البعض، وعمل عليها العلماء والباحثون من أساتذة العلوم وطلابهم مشكلين فرق بحث في نعامل الجامعات، ثم لفتت هذه المشاريع أنظار المؤسسات العلمية في الدول فمولتها ودعمتها حتى تقدمت بخطوات ثابتة وانتقلت من علماء البيولوجيا ثم علماء الفيزياء الذين وضعوا النظريات وأجروا التجارب ثم عمل المهندسون مع العلماء فطوروا النظم الميكانيكية والكهربية وصمموا النماذج التي جعلت الحلم ممكنناً في النهاية، وما زال في تقدم.